# Ueda Kotsu
Ueda Kotsu Co., Ltd. (上田交通株式会社, Ueda kōtsū kabushiki-gaisha) est une compagnie de transport de passagers qui exploite une ligne de chemin de fer dans la préfecture de Nagano au Japon. Elle a également des activités dans l'immobilier, l'hôtellerie, la gestion de parkings et les loisirs. La compagnie fait partie du groupe Tōkyū et son siège social se trouve dans la ville d'Ueda.

## Histoire
Le Chemin de fer Maruko (丸子鉄道) a été fondé le 17 septembre 1916. Il fusionne avec le Chemin de fer électrique Ueda (上田電鉄) en 1943 pour devenir Ueda Kotsu en 1969.

## Ligne
La compagnie possède une ligne.
| Ligne        | Nom japonais | Terminus            | Longueur (km) | Gares |
| ------------ | ------------ | ------------------- | ------------- | ----- |
| Ligne Bessho | 別所線       | Ueda - Bessho-Onsen | 11,6          | 15    |

## Matériel roulant

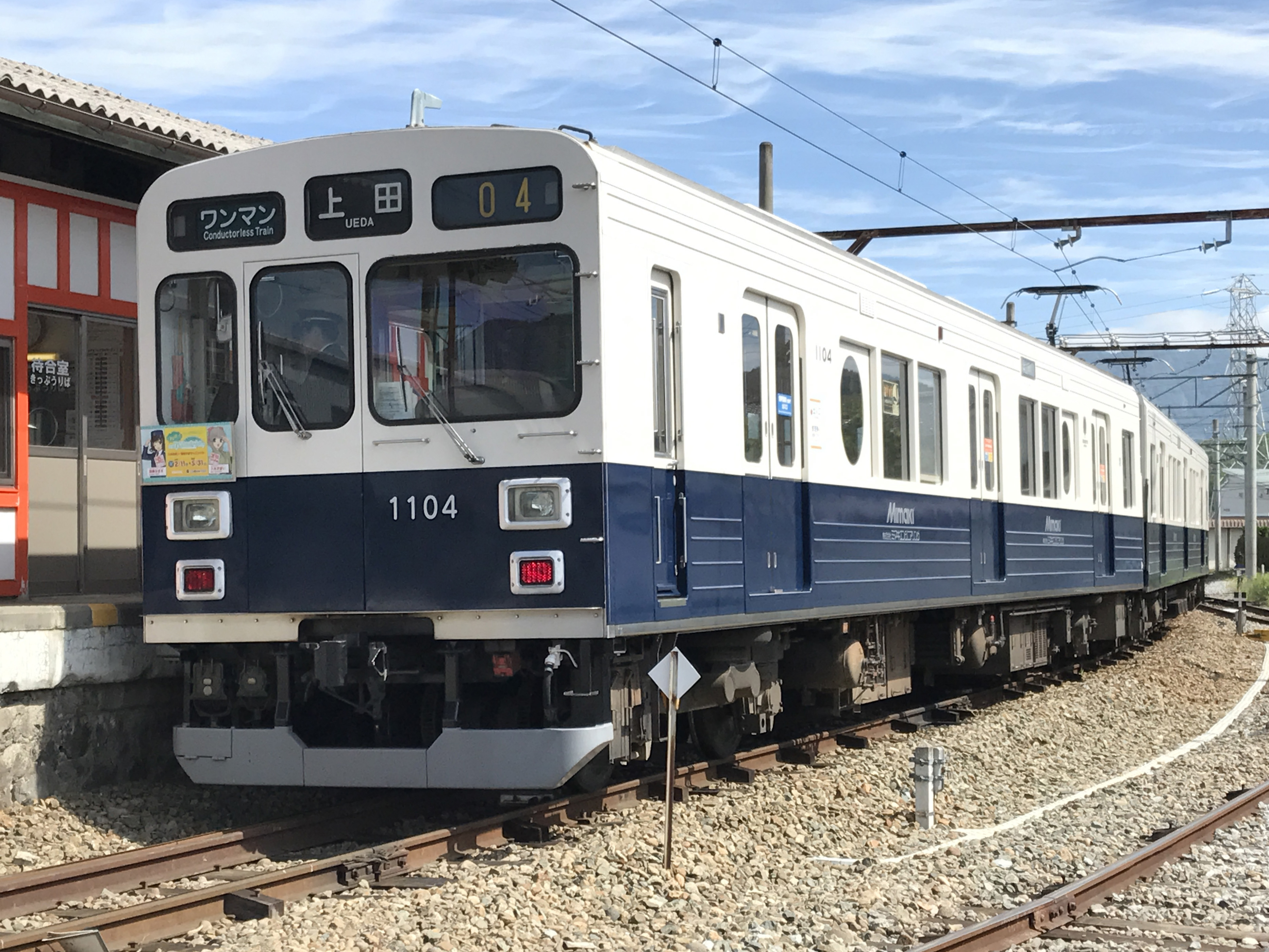
Série 1000 (ex-Tōkyū série 1000)
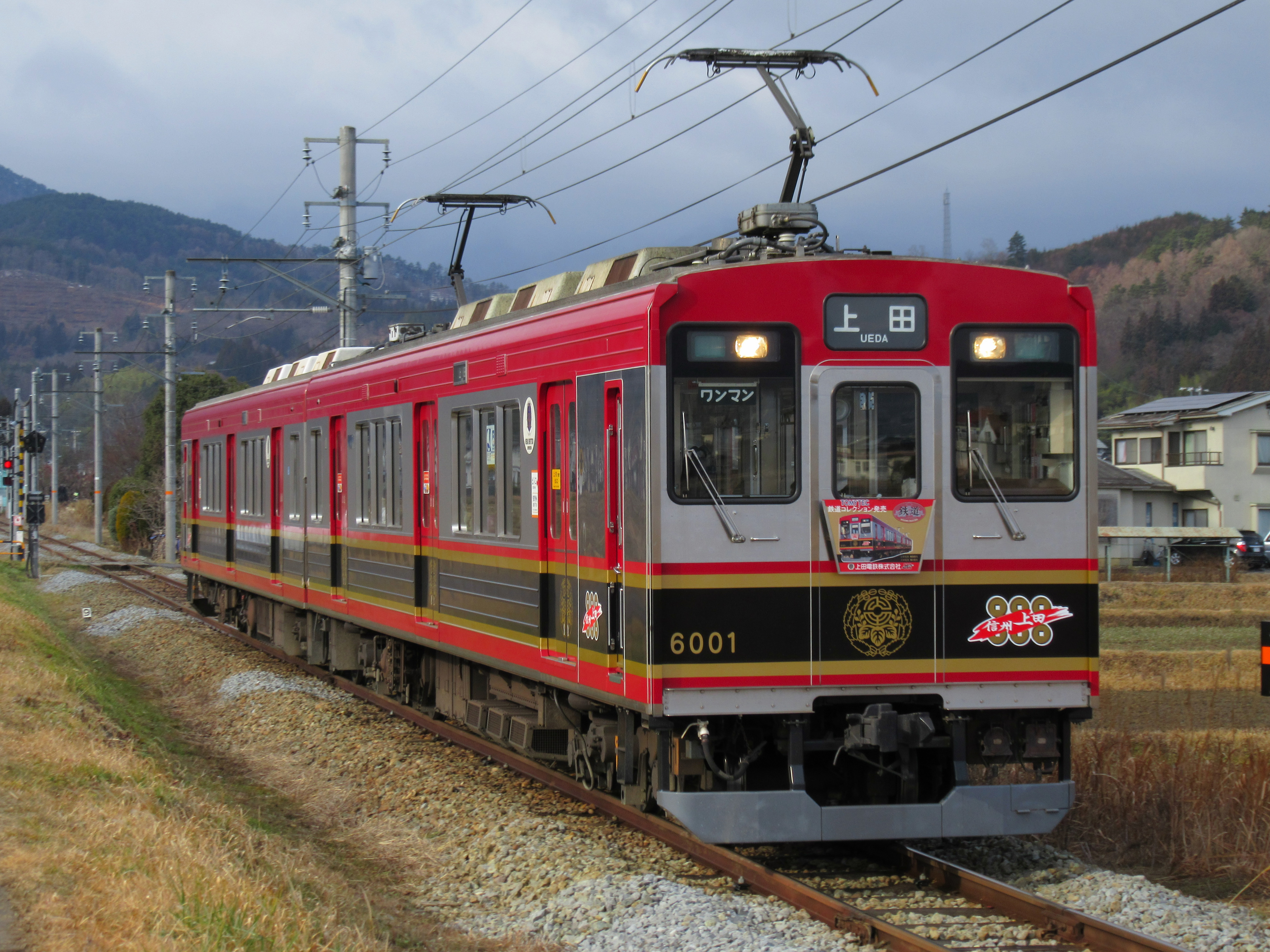
Série 6000 (ex-Tōkyū série 1000)
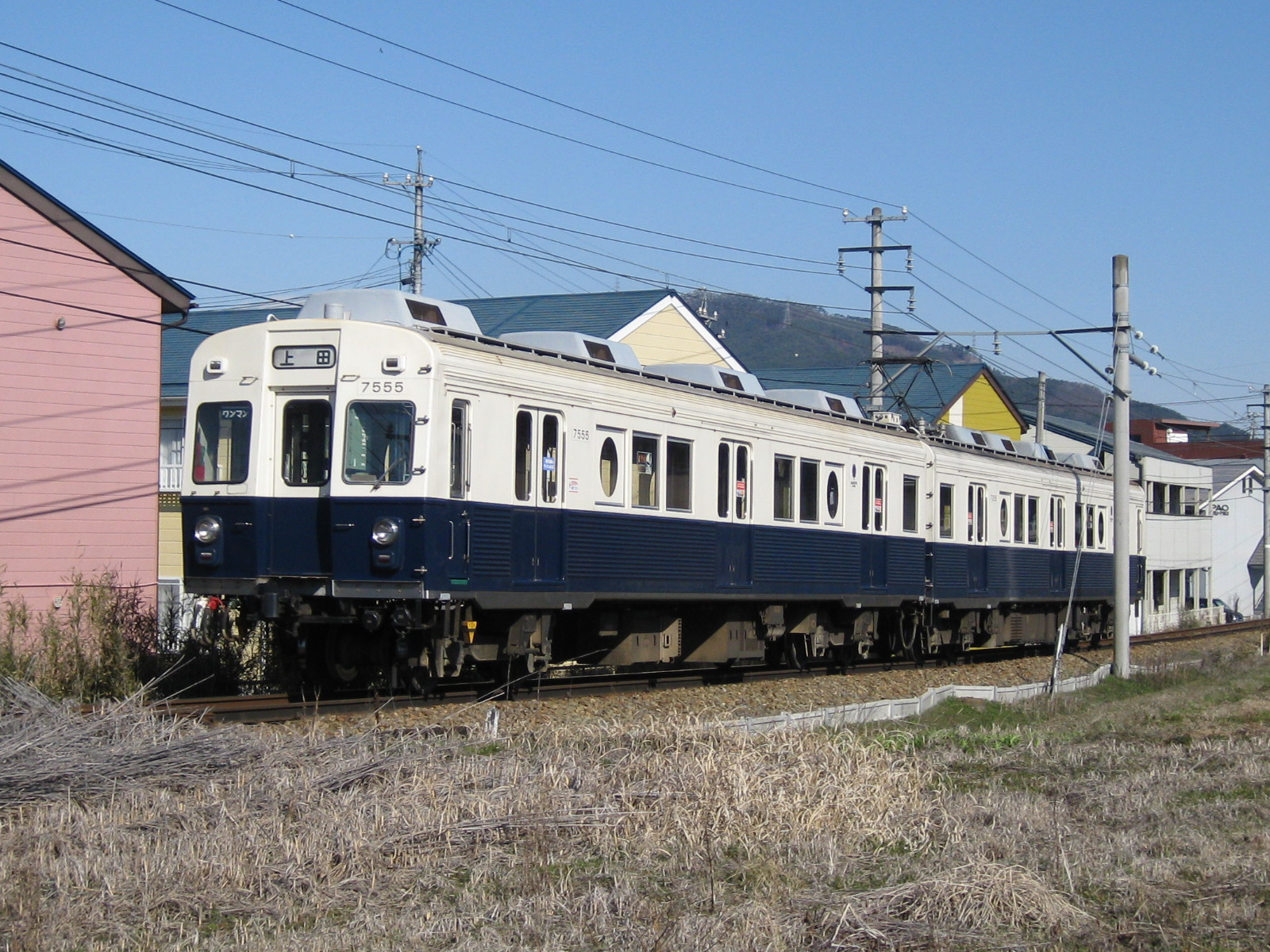
Série 7200